# Lía Limón García
Lía Limón García (Ciudad de México; 14 de abril de 1973) es una política y abogada mexicana, miembro del Partido Acción Nacional. Fue diputada a la Asamblea Legislativa del Distrito Federal, de 2009-2012 y diputada federal plurinominal al Congreso de la Union de 2015-2018. Se desempeñó como Alcaldesa de Álvaro Obregón del 1 de octubre de 2021 al 30 de septiembre de 2024.

## Biografía

### Estudios y Formación
Estudió la licenciatura en Derecho en la Universidad Iberoamericana de 1991 a 1996, y la Maestría en Derecho y Relaciones Internacionales en The Fletcher School of Law and Diplomacy de 1999 a 2001. También, cuenta con cinco diplomados que cursó en México y Estados Unidos, como el que obtuvo por el Centro de Investigación y Docencia Económicas (CIDE) en Análisis Político Estratégico. 

## Trayectoria política
En 2005 se afilia al Partido Acción Nacional y en 2006 fue asesora de asuntos internacionales en la campaña del candidato del PAN, Felipe Calderón Hinojosa para presidente de la república.

### Directora general de Políticas Sociales en la Secretaría de Desarrollo Social (Sedesol) (2007-2009)
Durante su estancia dentro del gabinete federal fue la encargada de diseñar y poner en marcha el programa de Estancias infantiles a nivel nacional.
Durante este periodo se suscita durante 2009 una de las mayores controversias de su carrera política, el Incendio de la Guardería ABC donde fue cuestionada y criticada por su presunta responsabilidad en los hechos.

### Diputada de la Asamblea Legislativa del D.F (2009-2012)
En 2009 fue postulada como candidata a diputa local para la Asamblea Legislativa, por el distrito XIV, obteniendo el escaño en las elecciones locales de 2009, para el periodo 2009-2012. Posteriormente en 2012 se integró al gabinete federal del presidente Enrique Peña Nieto para desempeñar el cargo de Subsecretaria de Asuntos Jurídicos y Derechos Humanos de la Secretaria de Gobernación del 2012 al 2015. 

### Subsecretaria de Asuntos Jurídicos y Derechos Humanos de la Secretaría de Gobernación (2012-2015)
Durante este periodo entre sus responsabilidades figuró el atender las recomendaciones de instancias internacionales como la Comisión Interamericana de Derechos Humanos, para tratar y esclarecer el caso de desaparición de los 43 normalistas de Ayotzinapa, Guerrero.
Además, dentro de sus responsabilidades estaba a cargo del Mecanismo de Protección de Personas Defensoras de Derechos Humanos y Periodistas; durante su gestión, se le instruyó a dar seguimiento al tema de personas desaparecidas en el país, aunque luego de ofrecer a los medios una cifra polémica sobre los desaparecidos, estuvo impedida después para declarar sobre el número de personas no localizadas.

### Diputada federal plurinominal (2015-2018)
En 2015 renuncia al Partido Acción Nacional, para ser postulada como candidata a  diputada federal plurinominal por el Partido Verde Ecologista de México (PVEM). Siendo electa para la LXIII Legislatura del Congreso de la Unión de México, desde el 1 de septiembre de 2015 al 31 de agosto de 2018. En 2018 Limón García, regresa al PAN, y apoyó la candidatura presidencial de Ricardo Anaya Cortes, promoviendo desde la Ciudad de México el voto por la coalición Por México al Frente.

### Alcaldesa de Álvaro Obregón (2021-2024)
En 2021 fue elegida como alcaldesa de Álvaro Obregón en las elecciones de la Ciudad de México de 2021 donde fue postulada por la Alianza "Va por México" conformada por el PAN, PRI y PRD. Limón fue declarada ganadora después de recibir el 55.66% de los votos en la elección, mientras que el candidato del oficialista Movimiento Regeneración Nacional y de la alianza Juntos Hacemos Historia, Eduardo Santillán obtuvo el 34% de los votos, de acuerdo con el Programa de Resultados Electorales Preliminares (PREP).  